# Литовсько-українське товариство
Литовсько-українське товариство — громадсько-культурна організація, заснована 1928 в м. Каунас з метою розвитку культурних зв'язків між литовським та українським народами. Головою товариства був професор Каунаського університету М. Біржішка. Створенню товариства сприяли також професор В.Креве-Міцкявічюс та голова Спілки письменників і журналістів Литви Ю.Пуріцкіс. Активну участь у діяльності товариства брав письменник, католицький священик Ю.Тумас-Вайжгантас.
Товариство популяризувало українську історію, культуру, літературу, організовувало лекції, концерти, вистави, радіопередачі тощо. Провадило щорічні (кожного березня) Шевченківські свята, відзначало дату проголошення Західноукраїнської Народної Республіки. При товаристві діяли український хор і аматорська театральна група, яка здійснила 1932 в Каунасі та Маріямполі (Литва) постановку п’єси «Наталка Полтавка» І.Котляревського. Товариство підтримувало зв’язки з українськими громадами Бельгії, Франції, США, Канади. Видавало литовською мовою бюлетень «Вісті литовсько-українського товариства» (1932—35, № 1—17), де опубліковано низку статей про життя і творчість Івана Франка, Тараса Шевченка, Лесі Українки, Михайла Грушевського, Христини Алчевської, Богдана Лепкого, М.В.Лисенка, М.К.Садовського; історичні матеріали про Богдана Хмельницького, Івана Мазепу, Андрія Шептицького та ін. Припинило діяльність 1940.